# Puchar Spenglera 2010
84. edycja Pucharu Spenglera – rozegrana została w dniach 26–31 grudnia 2010. Wzięło w niej udział sześć zespołów. Mecze rozgrywane były w hali Vaillant Arena.
Do turnieju oprócz drużyny gospodarzy HC Davos oraz tradycyjnie uczestniczącego Teamu Canada zaproszono cztery drużyny: Servette Genewa, SKA Sankt Petersburg, Sparta Praga oraz Spartak Moskwa. Po zwiększeniu turnieju do sześciu drużyn rozgrywki podzielono na dwie grupy. Pierwsza nazwana została na cześć Richarda Torrianiego dwukrotnego brązowego medalistę igrzysk olimpijskich w hokeju na lodzie z 1928 i 1948 oraz srebrnego medalistę mistrzostw świata w saneczkarstwie w jedynkach mężczyzn z 1957 roku. Wszystkie te medale zdobył w Davos. Druga grupa została nazwana na część Hansa Cattini oraz Ferdinanda Cattini. Cała trójka grała w przeszłości w zespole HC Davos.
Obrońcy tytułu mistrzowskiego, hokeiści Dynamo Mińsk nie wystartują w turnieju.

## Faza grupowa

### Grupa Torriani
M = liczba rozegranych spotkań, W = Wygrane, WpD = Wygrane po dogrywce lub karnych, PpD = Porażki po dogrywce lub karnych, P = Porażki (ogółem), G+ = Gole strzelone, G- = Gole stracone, +/− Różnica bramek, Pkt = Liczba zdobytych punktów
| Zespół               | M | W | WpD | PpD | P | G + | G – | +/− | PKT |
| -------------------- | - | - | --- | --- | - | --- | --- | --- | --- |
| SKA Sankt Petersburg | 2 | 2 | 0   | 0   | 0 | 7   | 2   | +5  | 6   |
| Servette Genewa      | 2 | 1 | 0   | 0   | 1 | 5   | 6   | -1  | 3   |
| Sparta Praga         | 2 | 0 | 0   | 0   | 2 | 4   | 8   | -4  | 0   |

| 26 grudnia 2010 | Servette Genewa | 1:3 | SKA Sankt Petersburg | Vaillant Arena |

| Szczegóły      | Szczegóły        | Szczegóły       | Szczegóły                                                   | Szczegóły                                 |
| -------------- | ---------------- | --------------- | ----------------------------------------------------------- | ----------------------------------------- |
| Godzina: 15:00 | Goran Bezina 04' | (1:1, 0:0, 0:2) | 07' Aleksiej Jaszyn 41' Aleksiej Jaszyn 58' Tony Mårtensson | Widzów: 6 432 Sędzia główny: Brent Reiber |

| 27 grudnia 2010 | Sparta Praga | 3:4 | Servette Genewa | Vaillant Arena |

| Szczegóły      | Szczegóły                                               | Szczegóły       | Szczegóły                                                               | Szczegóły                                     |
| -------------- | ------------------------------------------------------- | --------------- | ----------------------------------------------------------------------- | --------------------------------------------- |
| Godzina: 15:00 | Tomáš Kůrka 30' Yorick Treille 40' Félicien Du Bois 42' | (0:0, 2:2, 1:2) | 34' Flurin Randegger 37' Dan Fritsche 44' Josh Hennessy 47' Paul Savary | Widzów: 5 782 Sędzia główny: Vladimir Baluska |

| 28 grudnia 2010 | SKA Sankt Petersburg | 4:1 | Sparta Praga | Vaillant Arena |

| Szczegóły      | Szczegóły                                                        | Szczegóły       | Szczegóły    | Szczegóły                                  |
| -------------- | ---------------------------------------------------------------- | --------------- | ------------ | ------------------------------------------ |
| Godzina: 15:00 | T. Mårtensson 18' M. Rybin 18' G. Klimienko 31' M. Weinhandl 54' | (2:1, 1:0, 1:0) | 14' P. Kafka | Widzów: 6 148 Sędzia główny: Danny Kurmann |

### Grupa Cattini
M = liczba rozegranych spotkań, W = Wygrane, WpD = Wygrane po dogrywce lub karnych, PpD = Porażki po dogrywce lub karnych, P = Porażki (ogółem), G+ = Gole strzelone, G- = Gole stracone, +/− Różnica bramek, Pkt = Liczba zdobytych punktów
| Zespół         | M | W | WpD | PpD | P | G + | G – | +/− | PKT |
| -------------- | - | - | --- | --- | - | --- | --- | --- | --- |
| HC Davos       | 2 | 2 | 0   | 0   | 0 | 7   | 4   | +3  | 6   |
| Team Canada    | 2 | 1 | 0   | 0   | 1 | 8   | 4   | +4  | 3   |
| Spartak Moskwa | 2 | 0 | 0   | 0   | 2 | 3   | 10  | -7  | 0   |

| 26 grudnia 2010 | HC Davos | 4:2 | Spartak Moskwa | Vaillant Arena |

| Szczegóły      | Szczegóły                                                          | Szczegóły       | Szczegóły                              | Szczegóły                                    |
| -------------- | ------------------------------------------------------------------ | --------------- | -------------------------------------- | -------------------------------------------- |
| Godzina: 20:15 | Reto von Arx 06' Reto von Arx 11' Petr Sýkora 48' Petr Tatíček 54' | (2:0, 0:2, 2:0) | 27' Štefan Ružička 32' Kiriłł Kniaziew | Widzów: 6 432 Sędzia główny: Ghislain Hébert |

| 27 grudnia 2010 | Team Canada | 6:1 | Spartak Moskwa | Vaillant Arena |

| Szczegóły      | Szczegóły                                                                                                 | Szczegóły       | Szczegóły          | Szczegóły                                 |
| -------------- | --- | --------------- | ------------------ | ----------------------------------------- |
| Godzina: 20:15 | Martin Kariya 22' Yannick Lehoux 34' Micki Dupont 35' Eric Landry 47' Josh Holden 56' Glen Metropolit 57' | (0:0, 3:0, 3:1) | 57' Michaił Juńkow | Widzów: 6 432 Sędzia główny: Brent Reiber |

| 28 grudnia 2010 | HC Davos | 3:2 | Team Canada | Vaillant Arena |

| Szczegóły      | Szczegóły                                 | Szczegóły       | Szczegóły                  | Szczegóły                                      |
| -------------- | ----------------------------------------- | --------------- | -------------------------- | ---------------------------------------------- |
| Godzina: 20:15 | S. Rizzi 02' P. Taticek 24' J. Bednar 31' | (1:0, 2:2, 0:0) | 22' Y. Lehoux 35' T. Roche | Widzów: 6 432 Sędzia główny: Stéphane Rochette |

## Faza pucharowa

### Ćwierćfinały
| 29 grudnia 2010 | Servette Genewa | 2:0 | Spartak Moskwa | Vaillant Arena |

| Szczegóły      | Szczegóły                   | Szczegóły       | Szczegóły | Szczegóły                                    |
| -------------- | --------------------------- | --------------- | --------- | -------------------------------------------- |
| Godzina: 15:00 | D. Fritsche 11' R. Park 18' | (2:0, 0:0, 0:0) |           | Widzów: 5 355 Sędzia główny: Ghislain Hébert |

| 29 grudnia 2010 | Team Canada | 4:3 pd. | Sparta Praga | Vaillant Arena |

| Szczegóły      | Szczegóły                                                     | Szczegóły            | Szczegóły                                | Szczegóły                                     |
| -------------- | ------------------------------------------------------------- | -------------------- | ---------------------------------------- | --------------------------------------------- |
| Godzina: 20:15 | J.-P. Vigier 11' D. Pittis 22' Brendan Bell 32' M. Dupont 64' | (1:0, 2:3, 0:0, 1:0) | 28' E. Peter 34' E. Peter 37' D. Výborný | Widzów: 5 574 Sędzia główny: Vladimir Baluska |

### Półfinały
| 30 grudnia 2010 | SKA Sankt Petersburg | 4:3 pd. | Servette Genewa | Vaillant Arena |

| Szczegóły      | Szczegóły                                                    | Szczegóły            | Szczegóły                             | Szczegóły                                    |
| -------------- | ------------------------------------------------------------ | -------------------- | ------------------------------------- | -------------------------------------------- |
| Godzina: 15:00 | J. Franssen 24' D. Dienisow 26' T. Mårtensson 36' A. But 62' | (0:3, 3:0, 0:0, 1:0) | 11' R. Park 14' J. Toms 18' T. Déruns | Widzów: 6 015 Sędzia główny: Ghislain Hébert |

| 30 grudnia 2010 | HC Davos | 0:4 | Team Canada | Vaillant Arena |

| Szczegóły      | Szczegóły | Szczegóły       | Szczegóły                                                  | Szczegóły |
| -------------- | --------- | --------------- | ---------------------------------------------------------- | --------- |
| Godzina: 20:15 |           | (0:1, 0:2, 0:1) | 15' J. Holden 37' M. Bell 38' J.P. Vigier 50' P. Pelletier |           |

### Finał
| 31 grudnia 2010 | SKA Sankt Petersburg | 4:3 | Team Canada | Vaillant Arena |

| Szczegóły      | Szczegóły                                                          | Szczegóły       | Szczegóły                                    | Szczegóły     |
| -------------- | ------------------------------------------------------------------ | --------------- | -------------------------------------------- | ------------- |
| Godzina: 12:00 | M. Suszynski 11' A. Jaszyn 31' M. Afinogienow 35' M. Suszynski 59' | (1:0, 2:1, 1:2) | 27' Micki Dupont 59' B. McLean 60' J. Holden | Widzów: 6 432 |